# Cesare Paciotti
Cesare Paciotti (Macerata, Itália em 1 de Janeiro de 1958) é um design italiano de moda. Sua empresa, que leva seu próprio nome, fabrica sapatos de luxo e outros bens de couro, e é famosa por uma adaga, que faz parte do logo da empresa.

## Biografia
Cesare é filho de Giuseppe e Cecilia Paciotti, e nasceu em Civitanova Marche, província de Macerata. Seu pai fundou uma empresa de calçados em 1948, enquanto, que Cesare estudou na faculdade de 'Drama, Arte e Música', na Universidade de Bolonha, em seguida, viajou ao mundo antes de herdar de sua família a empresa, em 1980. Ele assumou o papel principal, na recém renomeada empresa, enquanto sua irmã, Paola, cuidava das questões operacionais.

## Linhas
Existem duas linhas principais na marca:
- Cessare Paciotti
- Paciotti 4US (Mercado Jovem)